# Canidia turnbowi
Espèce
Canidia turnbowi est une espèce de capricornes de la sous-famille des Lamiinae.

## Systématique
L'espèce Canidia turnbowi a été décrite en 2005 par James Earl Wappes (d) et Steven Wayne Lingafelter (d).

## Répartition
Canidia turnbowi se rencontre au Mexique.

## Description
Canidia turnbowi mesure, pour la femelle allotype, 8,2 mm de long pour 2,3 mm de large et, pour les mâles holotype et paratypes, de 7,5 à 8,5 mm de long pour 1,8 à 2,4 mm de large.

## Étymologie
Son nom spécifique, turnbowi, lui a été donné en l'honneur de Robert H. Turnbow (d), alors jeune entomologiste américain et collecteur infatigable qui a notamment découvert une partie de la série type.

## Publication originale
- (en) James E. Wappes et Steven W. Lingafelter, « The genus Canidia Thomson, 1857 (Coleoptera: Cerambycidae, Lamiinae, Acanthocinini) », Zootaxa, Magnolia Press (d), vol. 927, no 1,‎ 30 mars 2005, p. 1–27 (ISSN 1175-5334 et 1175-5326, OCLC 49030618, DOI 10.11646/ZOOTAXA.927.1.1, lire en ligne).